# ワールドカップ・バクー
ワールドカップ・バクーは、2009年に新設されたアゼルバイジャンの国際柔道大会。

## 来歴
2009年よりIJFワールド柔道ツアーの一環として、グランドスラム、グランプリなどに次ぐ位置付けとなったワールドカップのうちの1大会。なお、今大会は世界ランキング対象大会であるが、国際柔道連盟主催ではなく大陸連盟主催の大会であるため、ワールド柔道ツアーには含まれない。年度によって男女交互に開催される。

## 優勝者

### 男子
| 年     | 60 kg級                | 66 kg級            | 73 kg級                  | 81 kg級                | 90 kg級                | 100 kg級                 | 100 kg超級               |
| 2009年 | ロベルト・ムシビドバゼ | タリアン・カリモフ | ザザ・ケンデラシビリ     | エルハン・ラジャブリ   | エルハン・ママドフ     | セルゲイ・サモイロビッチ | ラシャ・グジェジアニ     |
| 2011年 | ブガル・シリンリ       | タリアン・カリモフ | ビクトル・スクヴォルトフ | アルセン・プシュマホフ | ドミトリ・ゲラシメンコ | レヴァン・ゾルゾリアーニ | イスラーム・エルシャハビ |

### 女子
| 年     | 48 kg級        | 52 kg級            | 57 kg級              | 63 kg級                | 70 kg級              | 78 kg級                  | 78 kg超級              |
| 2010年 | オルハ・スーハ | アイヌール・サマト | ユリエッタ・ブクバラ | アリス・シュレジンガー | ケリタ・ズパンシック | アナスタシア・マトロソワ | ベルキツ・ゼフラ・カヤ |

## 外部サイト
- IJF World Cup Baku